# Jos. Kurstjens

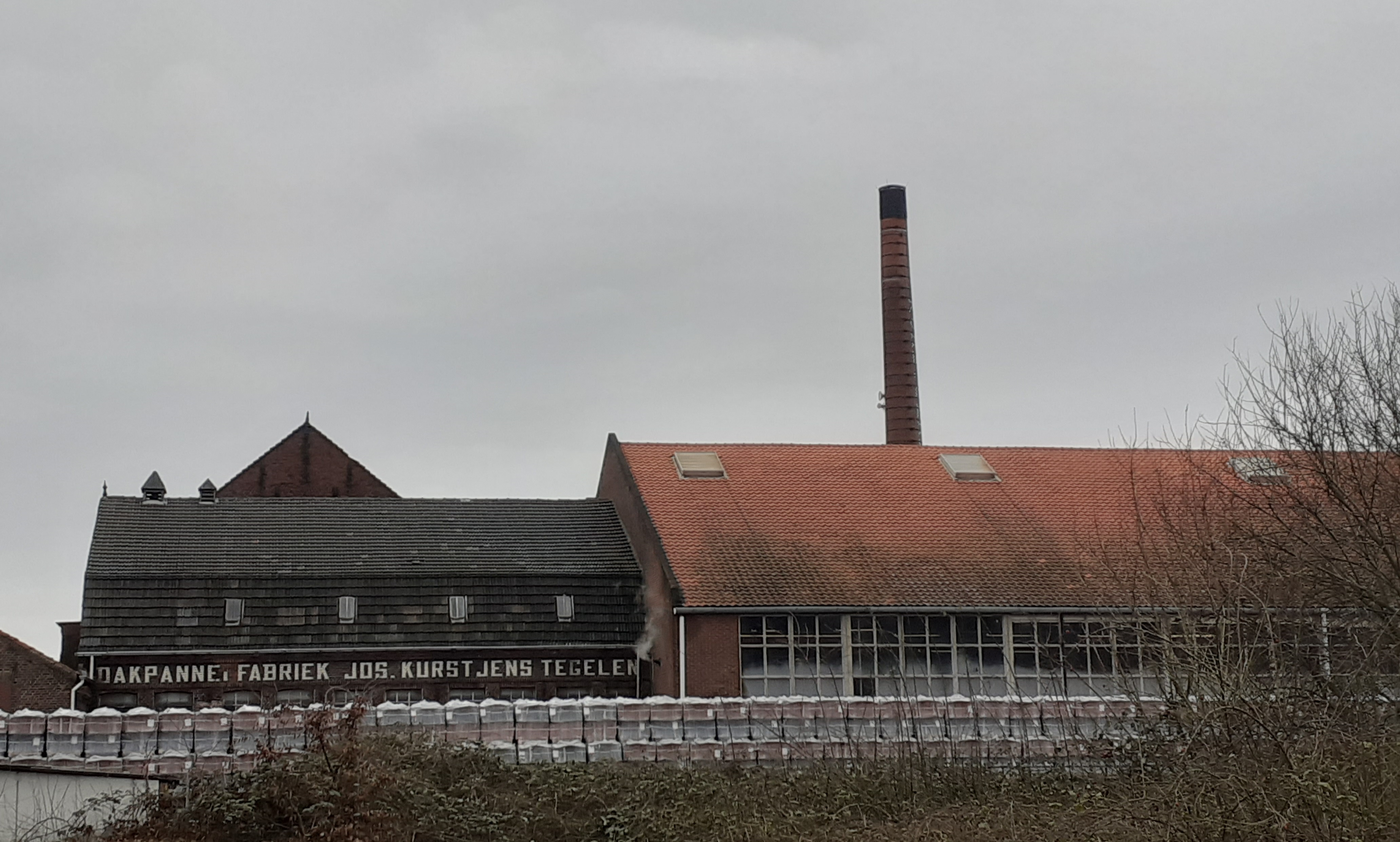
De fabriek in 2024

Jos. Kurstjens of Jeka dakpannen is een dakpannenfabriek in Tegelen, sinds 2001 een stadsdeel van de gemeente Venlo. Het bedrijf is sinds 1996 onderdeel van Wienerberger.

## Geschiedenis
Peter Kurstjens, die in 1848 waarnemend burgemeester van Tegelen was, had een pottenbakkersbedrijf in buurtschap Aan 't Kruis en bakte mogelijk ook al dakpannen. Diens zoon Jan Willem Kurstjens begon rond 1870 een dakpannenfabriek aan de Stationsstraat. Het bedrijf werd officieel opgericht in 1873. Joseph (Jos.) Kurstjens nam het bedrijf na de dood van zijn vader in 1882 over. In 1891 werd de fabriek uitgebreid, in 1918 werd IJzergieterij De Globe overgenomen en in 1919 werden de naast elkaar gelegen dakpannenfabrieken van Bruls en Simons aan de Nassaustraat aangekocht, waarna de productie naar de nieuwe locatie werd verplaatst. In 1920 werd de fabriek verbouwd en werd naast de Kasseler ovens een ringoven gebouwd. In 1926 werd de fabriek van Boom en van Gasselt in Kaldenkerken overgenomen om in het bezit te komen van de kleigroeve in het Jammerdaal. Er werd smalspoor van de groeve naar de fabriek aangelegd voor het kleitransport. De Duitse fabriek brandde in 1933 af en werd niet meer herbouwd. In 1938 werd een tweede ringoven gebouwd. Het kleitransport werd vanaf 1965 door vrachtwagens verzorgd en kort daarna werd het smalspoor ontmanteld. In 1967 brandden de twee ringovens af, waarna een geautomatiseerde tunneloven in gebruik werd genomen. Rond deze tijd werd de naam van het bedrijf veranderd in Jeka. In 1994 werd het bedrijf overgenomen door Koramic. Op het terrein van de oude fabriek van Teeuwen/Tegula aan de Kaldenkerkerweg werd een nieuwe fabriek gebouwd. In de fabriek aan de Nassaustraat werd de productie van de eveneens door Koramic overgenomen dakpannenfabriek Janssen-Dings uit Belfeld ondergebracht. Beide fabrieken werden in 1996 gekocht door de Oostenrijkse multinational Wienerberger. Sinds 2003 heten de fabrieken Wienerberger Janssen-Dings en Wienerberger Dakpannenfabriek Narvik Tegelen.